# Дмитрий Кесаянц
Дмитрий Гагикович Кесаянц (18 юни 1931 г., Ереван – 14 април 2001 г., пак там) – съветски и арменски режисьор, сценарист, автор на множество филми от различни жанрове – документални, късометражни и пълнометражни.

## Биография
Роден в Ереван в потомствено благородническо семейство с произход от Карс, Западна Армения. Предците по бащина линия са били принудени да сменят истинското си фамилно име Багратуни на Кесаянц, за да избегнат болшевишките репресии. Въпреки това НКВД научава за благородните корени на семейството и когато Дмитрий Кесаянц е на 12 години, той е заточен в Сибир. През 1949 г. Кесаянц се завръща в Армения. Последният сценарий на Дмитрий Кесаянц, „Божието наказание“, е посветен на трудния период на изгнание;
През 1950 г. Дмитрий Кесаянц завършва педагогически колеж, а през 1954 г. става актьор в Младежкия театър. През 1957 г. постъпва в режисьорския отдел (ВГИК), в студиото-работилница на Григорий Козинцев. След като завършва института, той се завръща в Ереван и до края на живота си работи във филмовото студио Армениафилм, а също така преподава в Ереванския педагогически институт на името на. Х. Абовян.

## Професионална дейност
Още първите филми на Дмитрий Кесаянц се натъкват на строга съветска цензура. Късометражният филм „Колата на Авдо“ е силно съкратен и в крайна сметка така и не е пуснат. Следващият филм, Човекът от Олимп, е показан само в ограничен брой кина. В продължение на няколко години всички негови сценарии и филми са отхвърлени от цензурата. Но въпреки всички професионални трудности, Дмитрий Кесаянц успява да заснеме редица филми, които се превъръщат в класика на арменското кино. Сред тях са филмите „Господар и слуга“ (1962), „Войник и слон“ (1978, с Фрунзик Мкртчян в главната роля), „Кола на покрива“ (1980), „Конникът, който чака“ (1984), „Проклетникът“ (1991). Последният филм става най-касовият филм в историята на арменското кино.

## Памет
През 2011 г. 80-годишнината на Дмитрий Кесаянц е отбелязана с ретроспективна прожекция на неговите филми на международния филмов фестивал в Ереван „Златна кайсия“, както и юбилейна вечер в рамките на фестивала „Кино есен“.
Година по-късно по време на фестивала „Кино есен 2012“ са представени книги, посветени на Д. Кесаянц.
През 2013 г. режисьорът Ален Менуат, който някога е учил при Д. Кесаянц, заснема документален филм, посветен на него, „Дмитрий Кесаянц. Първо запознанство…“.